# آن ماكلولين كورولوغوس
آن ماكلولين كورولوغوس (بالإنجليزية: Ann McLaughlin Korologos)‏ (و. 1941 – م) هي سياسية، ومديرة من الولايات المتحدة الأمريكية.
وهي عضوة في الحزب الجمهوري .

## التعليم
تعلمت في جامعة لندن.